# Хорватско-боснийский конфликт
Хорва́тско-босни́йский конфли́кт (босн. и хорв. Bošnjačko-hrvatski sukob, серб. Бошњачко–хрватски сукоб, 19 июня 1992 — 23 февраля 1994) — вооружённое противостояние между Республикой Босния и Герцеговина и самопровозглашённой Хорватской республикой Герцег-Босна, поддержанной Хорватией. Международному трибуналу по бывшей Югославии удалось успешно расследовать большинство преступлений, совершённых в ходе данного конфликта, о чём говорят многочисленные обвинительные заключения в отношении хорватских политиков и военных. Хорватско-боснийский конфликт часто называют «войной в войне», так как он являлся частью большой Боснийской войны.
Нет точных статистических данных относительно количества жертв данного конфликта. Находящиеся в Сараевском архивно-исследовательском центре (босн. Istraživačko dokumentacioni centar) документы могут служить лишь для грубого подсчёта. Согласно им, на первом месте по числу жертв среди военных и гражданского населения в Центральной Боснии находятся боснийцы (62 %), на втором — хорваты (24 %), на третьем — сербы (13 %). Всего, по данным центра на 2007 год, в конфликте погибли 10 448 человек. Данные о жертвах в общинах Горни-Вакуф — Ускопле и Бугойно, также географически расположенных в Центральной Боснии, включены в другую статистику — жертв на территории Врбаса. Приблизительно 70-80 % жертв в Горне-Поврбасье были боснийцами. В долине реки Неретвы из 6717 жертв 54 % были боснийцами, 24 % — сербами, 21 % — хорватами. Несмотря на большое количество жертв, не все они связаны с Хорватско-боснийским конфликтом в частности, а не с Боснийской войной в целом. Так, например, много сербов было убито в июне 1992 года в селе Чипулич, расположенном в общине Бугойно.

## Предыстория

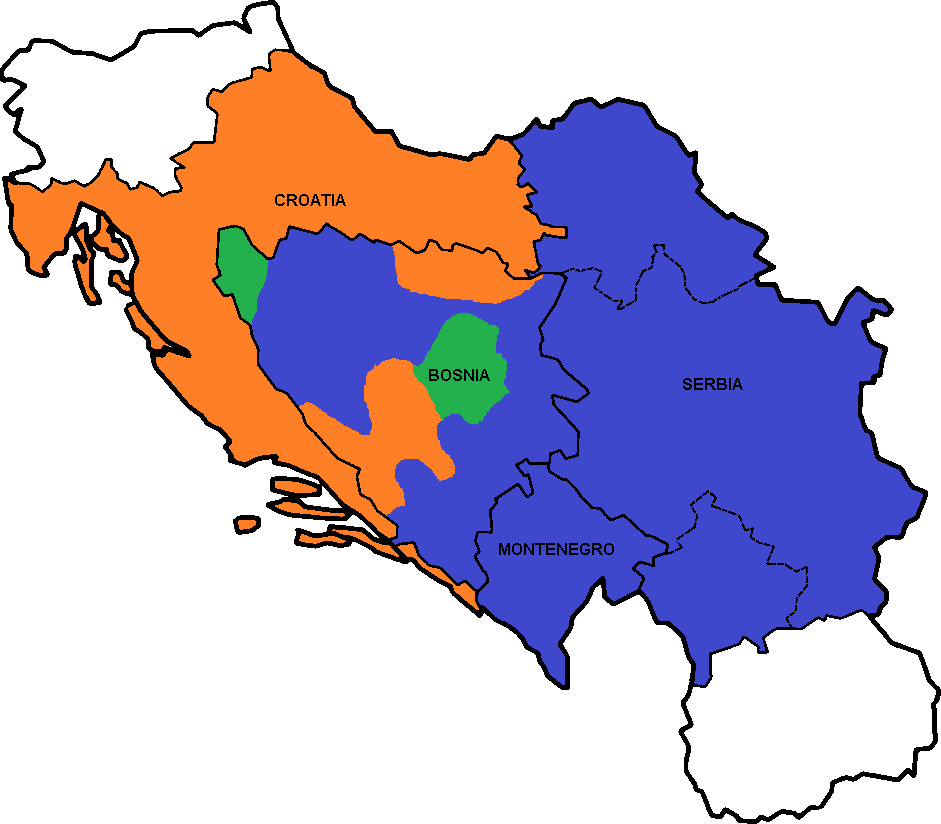
Раздел Боснии по соглашению в Караджорджеве

Во время Югославских войн цели националистов Хорватии разделялись с целями хорватских националистов, проживавшими в Боснии и Герцеговине. Правящей на тот момент в Хорватии партией, «Хорватским демократическим содружеством» (хорв. «Hrvatska demokratska zajednica»), было открыто отделение в Боснии и Герцеговине. К концу 1991 года управление территориями с преобладанием хорватского населения полностью перешло под контроль ХДС. Ключевую роль в данном процессе играли Мате Бобан, Дарио Кордич, Ядранко Прлич, Игнац Коштроман, а также загребские руководители ХДС в лице Франьо Туджмана и Гойко Шушака.
После объявления парламентом Социалистической Республики Босния и Герцеговина подготовки к проведению референдума об отделении республики от СФРЮ (состоялся 29 февраля и 1 марта 1992 года), сербы, составлявшие треть населения республики, начали формирование параллельных органов власти в городе Баня-Лука. Сараевское правительство перестало контролировать ситуацию и в регионе, где, в основном, проживали хорваты. Тогдашний лидер Хорватии Франьо Туджман планировал присоединить данный регион к Хорватии. За полгода до этого, в марте 1991 года, в воеводинском селе Караджорджево прошли тайные переговоры между Франьо Туджманом и президентом Сербии Слободаном Милошевичем, на которых шла речь о возможности аннексии сербских и хорватских районов Боснии и Герцеговины Сербией и Хорватией соответственно.

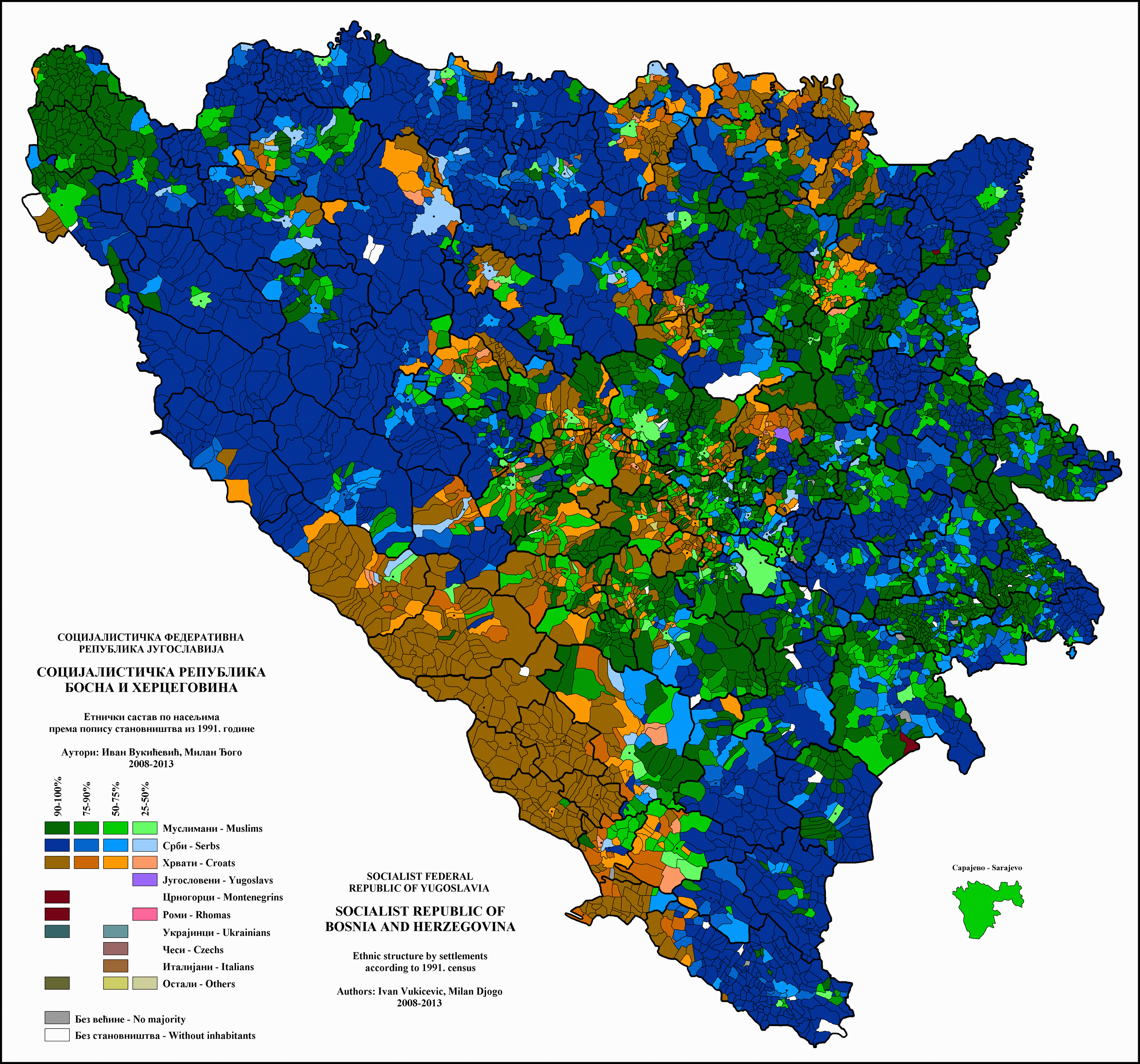
Народы Республики Босния и Герцеговина в 1991 году:
Сербы — более 66 %
Сербы — 50—65 %
Сербы — менее 50 %
Боснийцы — более 66 %
Боснийцы — 50—65 %
Боснийцы — менее 50 %
Хорваты — более 66 %
Хорваты — 50—65 %
Хорваты — менее 50 %

18 ноября 1991 года в Мостаре боснийское отделение ХДС под руководством Мате Бобана и Дарио Кордича провозгласило независимость Хорватской республики Герцег-Босна как отдельного «политического, культурного и территориально целого» государства. За неделю до этого, 12 ноября, между Бобаном и Кордичем состоялся разговор, зафиксированный документально. Впоследствии фрагмент этого разговора вошёл в обвинительное заключение в отношении одного из командующих Хорватским советом обороны полковника Тихомира Блашкича:

Хорваты Боснии и Герцеговины должны наконец провести активную и решительную политику, требующуюся для реализации их многовековой мечты — объединённого хорватского государства.
Оригинальный текст (хорв.)Hrvatski narod u Bosni i Hercegovini mora konačno povesti aktivnu i odlučnu politiku koja treba dovesti do realizacije [njegovog] vjekovnog sna – zajedničke hrvatske države.

10 апреля 1992 года президент Хорватской республики Герцег-Босна Мате Бобан объявил незаконной на территории республики любую деятельность сил Боснийской территориальной обороны, созданной днём ранее. 11 мая полковник Хорватского совета обороны Тихомир Блашкич объявил незаконной деятельность БТО на территории общины Киселяк.
К июню 1992 года центр противостояния между республиканскими властями и руководством непризнанной Герцег-Босны переместился в Нови-Травник и Горни-Вакуф, где силам Хорватского совета обороны оказывалось сопротивление со стороны БТО. 18 июня 1992 года отделению Боснийской территориальной обороны в Нови-Травнике был предъявлен ультиматум со стороны ХСО, требовавшего в течение 24 часов закрыть все государственные учреждения Республики Боснии и Герцеговины, признать власть президента Бобана, подчинить местные отделения БТО Хорватскому совету обороны, а также выслать за пределы Герцег-Босны всех боснийцев. 19 июня началось наступление, в ходе которого были повреждены местные начальная школа и почтовое отделение. 20 июня произошла атака хорватами Горни-Вакуфа, однако она была отбита боснийцами.
Заключение 6 мая 1992 года Грацского соглашения между Мате Бобаном и Радованом Караджичем о перемирии и фактическом разделе территории, пока ещё занимаемой боснийцами, вызвало далеко не однозначную реакцию в хорватском обществе, как в республике, так и за её пределами. По сути, конфликт происходил между сторонниками двух правых партий и их боевых крыльев: ХДС (боевое крыло — Хорватский совет обороны) полностью поддерживала своего лидера Мате Бобана, «Хорватская партия права» (боевое крыло — «Хорватские оборонительные силы» (хорв. »Hrvatske obrambene snage«)) выступала за возможность союза с боснийцами против сербов. Командующий «Хорватскими оборонительными силами» генерал-майор Блаж Кралевич даже успел получить предложение от Алии Изетбеговича войти в Генеральный штаб Армии Республики Босния и Герцеговина. Однако всего через неделю, 9 августа 1992 года кортеж, в котором находился Кралевич, был расстрелян 20 солдатами Хорватского совета обороны на дороге в районе села Крушево южнее Мостара. После убийства командира, «Хорватские оборонительные силы» (среди бойцов которых были как хорваты, так и боснийцы) прекратили своё существование.

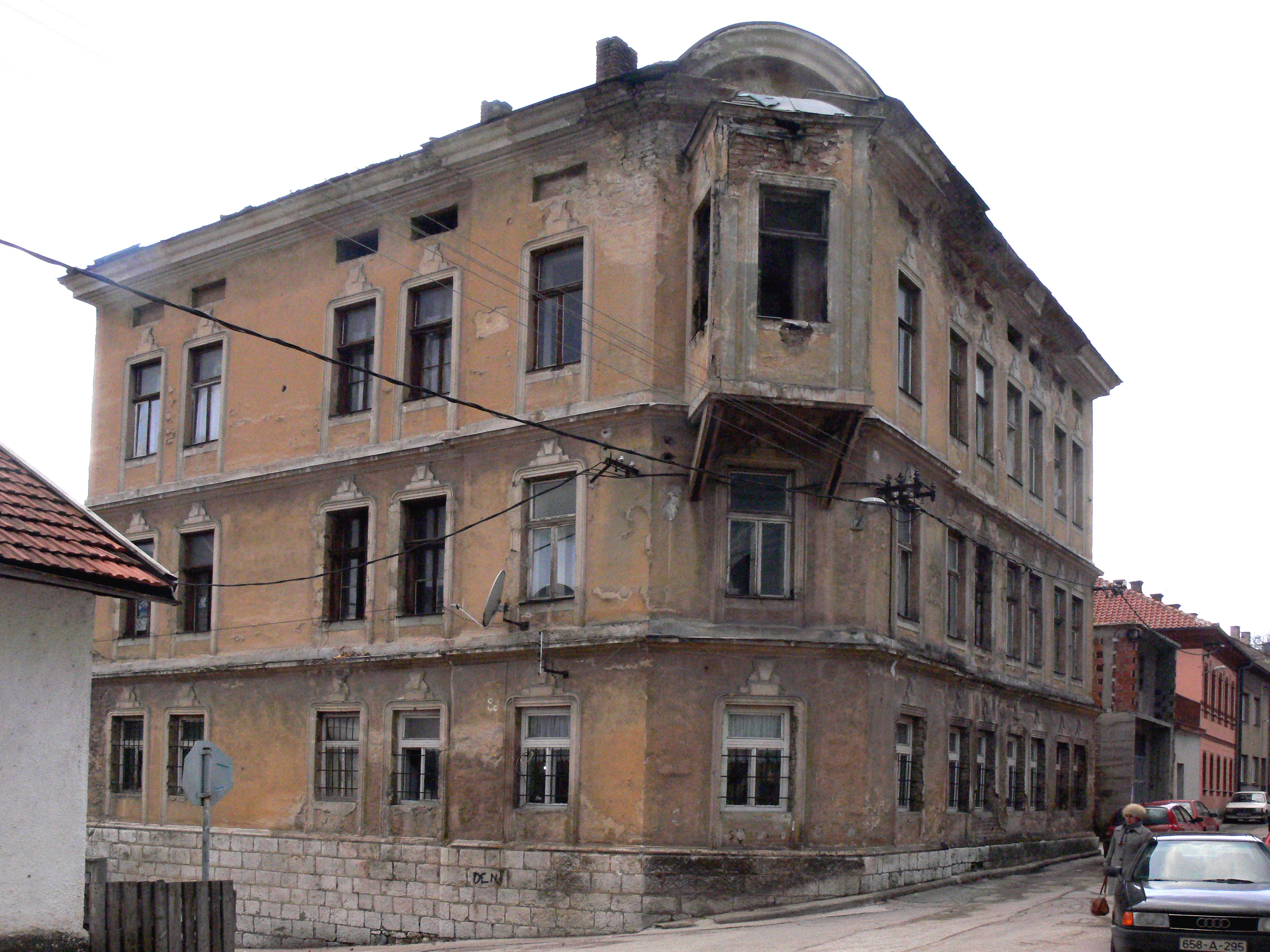
Нереконструированный дом в Травнике

В октябре 1992 года хорваты атаковали Прозор: местные боснийские мирные жители были убиты, а их дома сожжены. Согласно обвинительному заключению МТБЮ в отношении Ядранко Прлича, одного из руководителей Герцег-Босны, силы ХСО очистили от боснийцев не только Прозор, но и близлежащие сёла. К декабрю 1992 года бо́льшая часть Центральной Боснии была в руках хорватов, взявших под контроль общины в долине реки Лашвы. Серьёзное сопротивление со стороны боснийцев хорватам было оказано лишь в Нови-Травнике и селе Ахмичи.

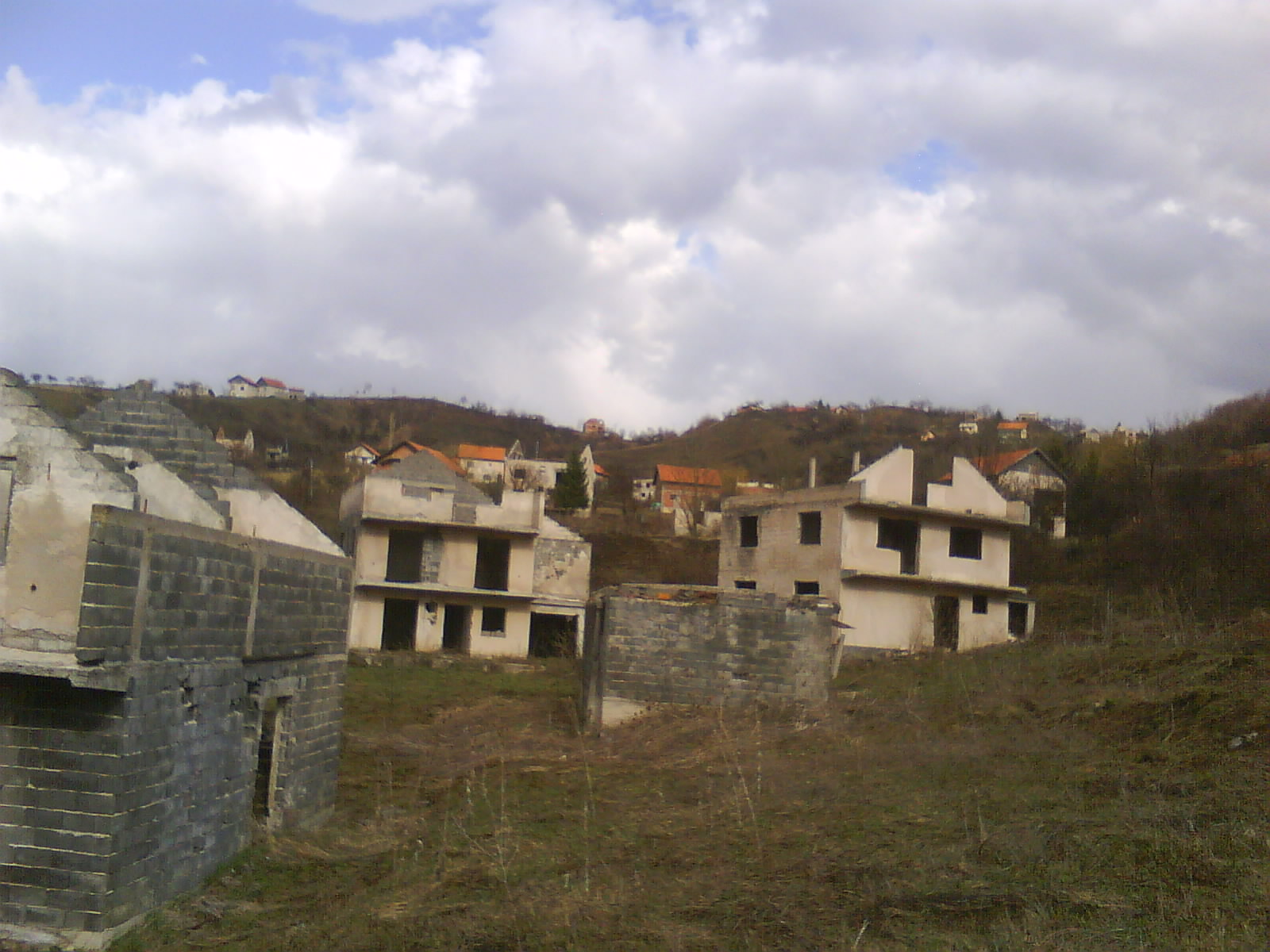
Село Граховчичи, в общине Травник

В обвинительном заключении МТБЮ в отношении Кордича и командующего бригадой ХСО Марио Черкеза говорится, что все собранные доказательства явно указывают на преследование боснийских мирных жителей в занятых силами Хорватского совета обороны общинах Бусовача, Нови-Травник, Вареш, Киселяк, Витез, Крешево и Жепче. Одинаковая во всех случаях схема развития событий показывает запланированность кампании против боснийцев в расчёте на отделение Герцег-Босны от Республики Босния и Герцеговина с последующим присоединением первой к Хорватии.
До 1993 года Хорватский совет обороны и Армия Республики Босния и Герцеговина проводили совместные операции против Армии Республики Сербской. Несмотря на начавшееся вооружённое противостояние и похищение боснийцами начальника военной полиции ХСО в Зенице Живко Тотича, ХСО и Армия Республики Босния и Герцеговина продолжали совместно удерживать Бихачский карман на северо-западе Боснии и Боснийскую Посавину (север страны).

## Краткая хронология

### Обстрел Горни-Вакуфа
В январе 1993 года хорваты атаковали Горни-Вакуф для соединения Герцеговины с Центральной Боснией. Расположенный на пересечении дорог Центральной Боснии к югу от долины реки Лашвы, город имеет стратегическое значение, так как находится в 48 километрах от Нови-Травника и всего в одном часе езды на автомобиле от Витеза. Овладение городом позволяло связать между собой две части самопровозглашённой Герцег-Босны — долину реки Лашвы и Герцеговину. Хорватский обстрел превратил в руины бо́льшую часть османской архитектуры города.
10 января 1993 года командующий силами ХСО в районе Лука Шекерия направил секретный запрос Дарио Кордичу и полковнику Тихомиру Блашкичу (позднее обвинёнными МТБЮ в военных преступлениях, преступлениях против человечности и в этнических чистках) выдать его подчинённым заряды для миномётов на военном заводе в Витезе. Обстрел начался ночью 11 января после того, как при помощи заранее заложенного взрывного устройства был подорван штаб Армии Республики Босния и Герцеговина в Горни-Вакуфе, располагавшийся в местной гостинице.
Во время переговоров о перемирии в штабе британских миротворцев UNPROFOR в Горни-Вакуфе полковник Андрич, представлявший ХСО, потребовал от боснийцев немедленного прекращения огня и сдачи города, угрожая, в противном случае, разрушить Горни-Вакуф до основания. Так как Армия Республики Босния и Герцеговина требование не приняла, миномётный обстрел продолжился. Параллельно с ним происходила резня боснийских мирных жителей в прилегающих к городу сёлах: Бистрице, Узричье, Душе, Здримчах и Храснице. Всё это время (в течение 7 месяцев) долина реки Лашвы была окружена силами Армии Хорватии и Хорватского совета обороны. Кроме миномётов использовались танки и снайперские подразделения. Хорватская сторона объясняла подобные действия имевшейся информацией о скоплениях в долине Лашвы моджахедов, однако командующий батальоном британских миротворцев UNPROFOR утверждал, что ни он, ни его солдаты никого из моджахедов в районе Горни-Вакуфа не видели. В результате обстрелов и атак в долине Лашвы были убиты и ранены сотни человек, главным образом, из числа боснийского мирного населения.

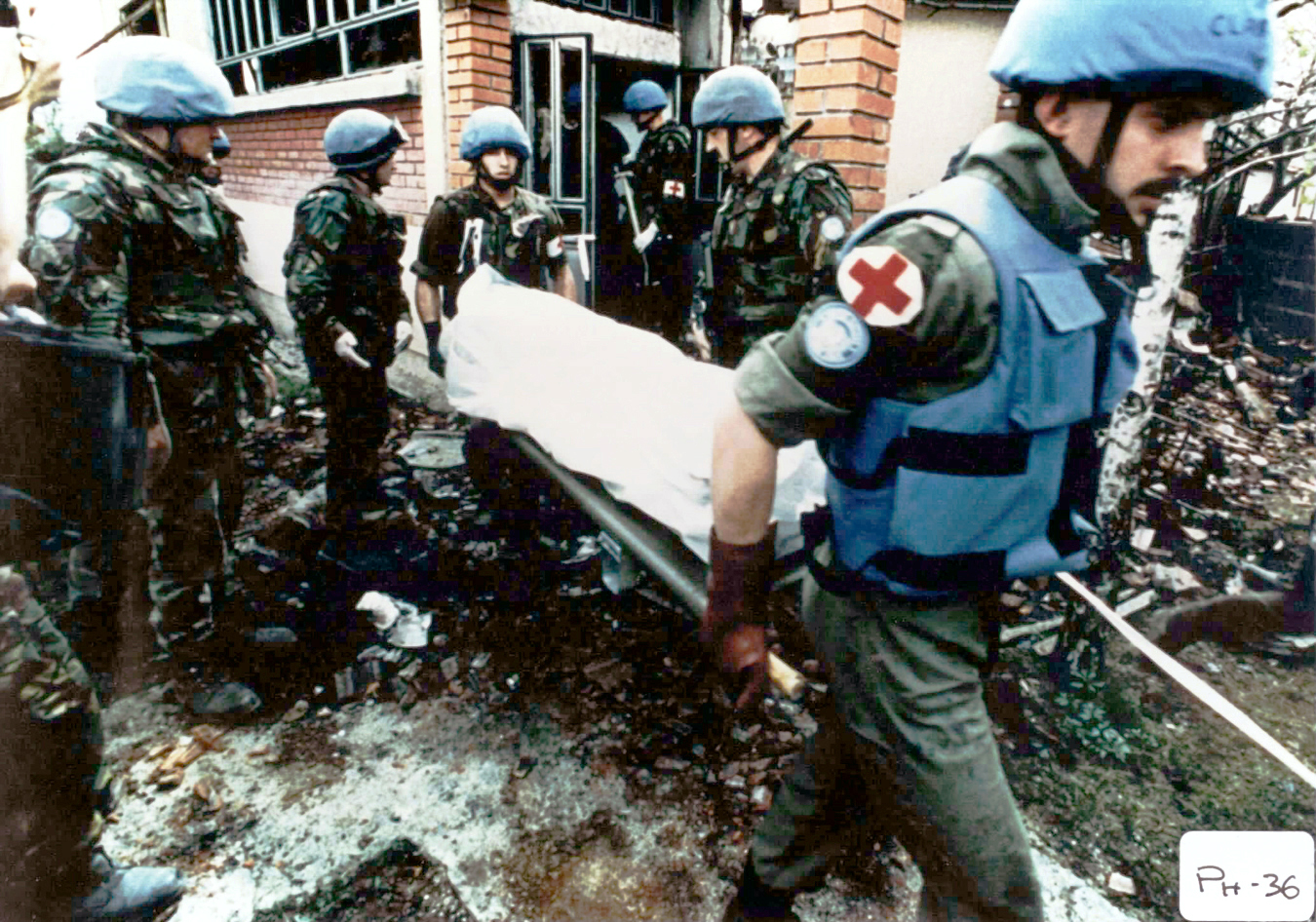
Солдаты UNPROFOR выносят тела убитых боснийцев в селе Ахмичи

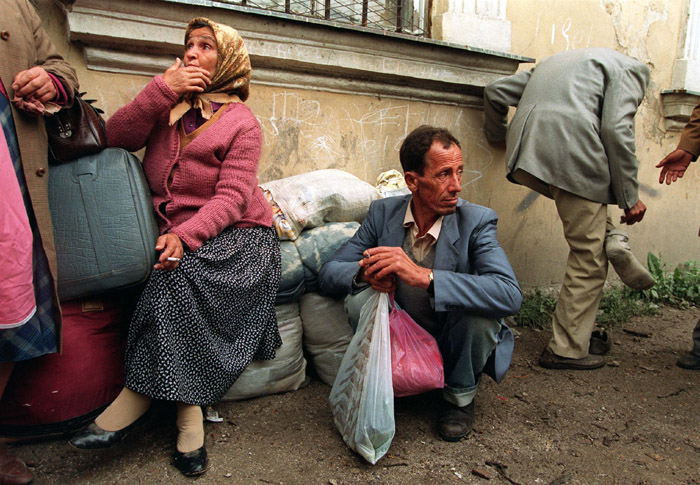
Боснийские беженцы в Травнике в 1993 году

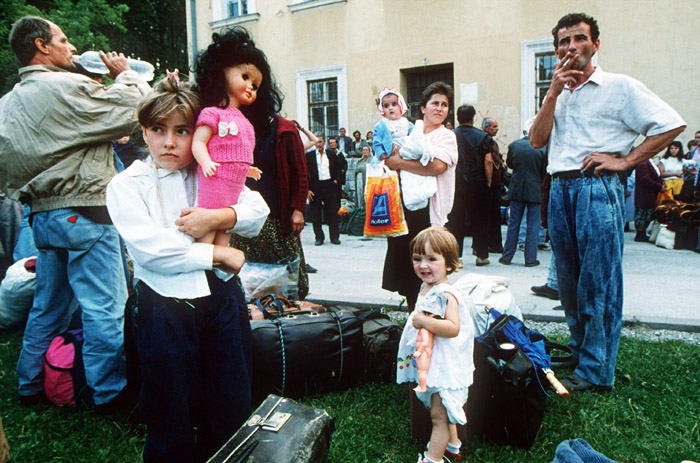
Боснийские беженцы в Травнике в 1993 году

20 января 1993 года хорватами был выдвинут ультиматум о сдаче боснийской части города Бусовачи. После отказа боснийцев, 25 января началось наступление, поддерживаемое артиллерией с близлежащих холмов. Через громкоговоритель передавалось обращение к боснийцам сдаваться. Полицейский отчёт показывает, что в январе и феврале 1993 года в Бусоваче были убиты 43 человека. Оставшиеся боснийцы (около 90 человек) были окружены в районе городской площади. Женщинам и детям (около 20) было разрешено выйти из окружения, мужчины же (70 человек), некоторым из которых было от 14 до 16 лет, были вывезены на автобусах в концлагерь «Каоник».

### Этнические чистки в долине Лашвы
План этнических чисток в долине реки Лашвы разрабатывался политическим и военным руководством Герцег-Босны с мая 1992 по март 1993 года, и начал реализовываться в апреле 1993 года. Боснийцы, проживавшие в Долине, были подвергнуты преследованиям по политическим, расовым и религиозным мотивам, а также преднамеренно предвзятому отношению, убийствам, изнасилованиям, заключению в концентрационные лагеря, лишению частной собственности. Часто это сопровождалось анти-боснийской пропагандой, особенно в общинах Витез, Бусовача, Нови-Травник и Киселяк. Кульминационным моментом чисток стала резня в селе Ахмичи, в ходе которой всего за несколько часов были убиты 120 боснийцев.
Международный трибунал по бывшей Югославии признал произошедшие события преступлениями против человечности и приговорил многих политических и военных руководителей, а также некоторых солдат к различным срокам тюремного заключения. Самое большое наказание, 25 лет лишения свободы, получил руководитель Хорватского совета обороны Дарио Кордич, признанный разработчиком плана этнических чисток. Согласно данным Сараевского архивно-исследовательского центра, около 2000 боснийцев, ранее проживавших в долине Лашвы, были убиты либо пропали без вести.

### Боевые действия в Герцеговине
Силы Герцег-Босны взяли под свой контроль многие общины в Герцеговине, изгоняя или физически ликвидируя местных боснийских лидеров. Также под контроль были взяты СМИ, в которых была развёрнута анти-боснийская пропаганда. Повсеместно вводились хорватская валюта и государственные символы, обучение в школах начало проводиться исключительно на хорватском языке. Многие боснийцы и сербы были вытеснены из органов местного самоуправления, бизнеса. К распределению международной гуманитарной помощи допускались только хорваты. Также проводилась депортация сербов и боснийцев в концентрационные лагеря «Гелиодром», «Дретель», «Габела», «Войно» и «Шунье».
Согласно обвинительному заключению МТБЮ в отношении командиров ХСО Младена Налетилича «Туты» и Винко Мартиновича «Штелы», утром 17 апреля 1993 года хорваты атаковали сёла Совичи и Доляни в 50 километрах от Мостара. Атака была частью масштабной операции по взятию Ябланицы, основного боснийского города в этом районе, начавшейся 15 апреля. По прогнозам хорватского командования, на взятие Ябланицы должно было уйти 2 дня. Контроль над Совичами имел стратегическое значение для взятия Ябланицы. Для боснийцев же Ябланица являлась ключом к плато Рисовац, обладание которым давало преимущество при продвижении к Адриатическому побережью. Хорватской артиллерией была разрушена верхняя часть Совичей. После нескольких попыток сопротивления, около 17:00 командующий боснийских сил в Совичах принял решение сдаться. В плен были взяты около 70 солдат, около 400 боснийских мирных жителей были задержаны. Наступление на Ябланицу было остановлено из-за начавшихся переговоров о прекращении огня.

### Осада Мостара

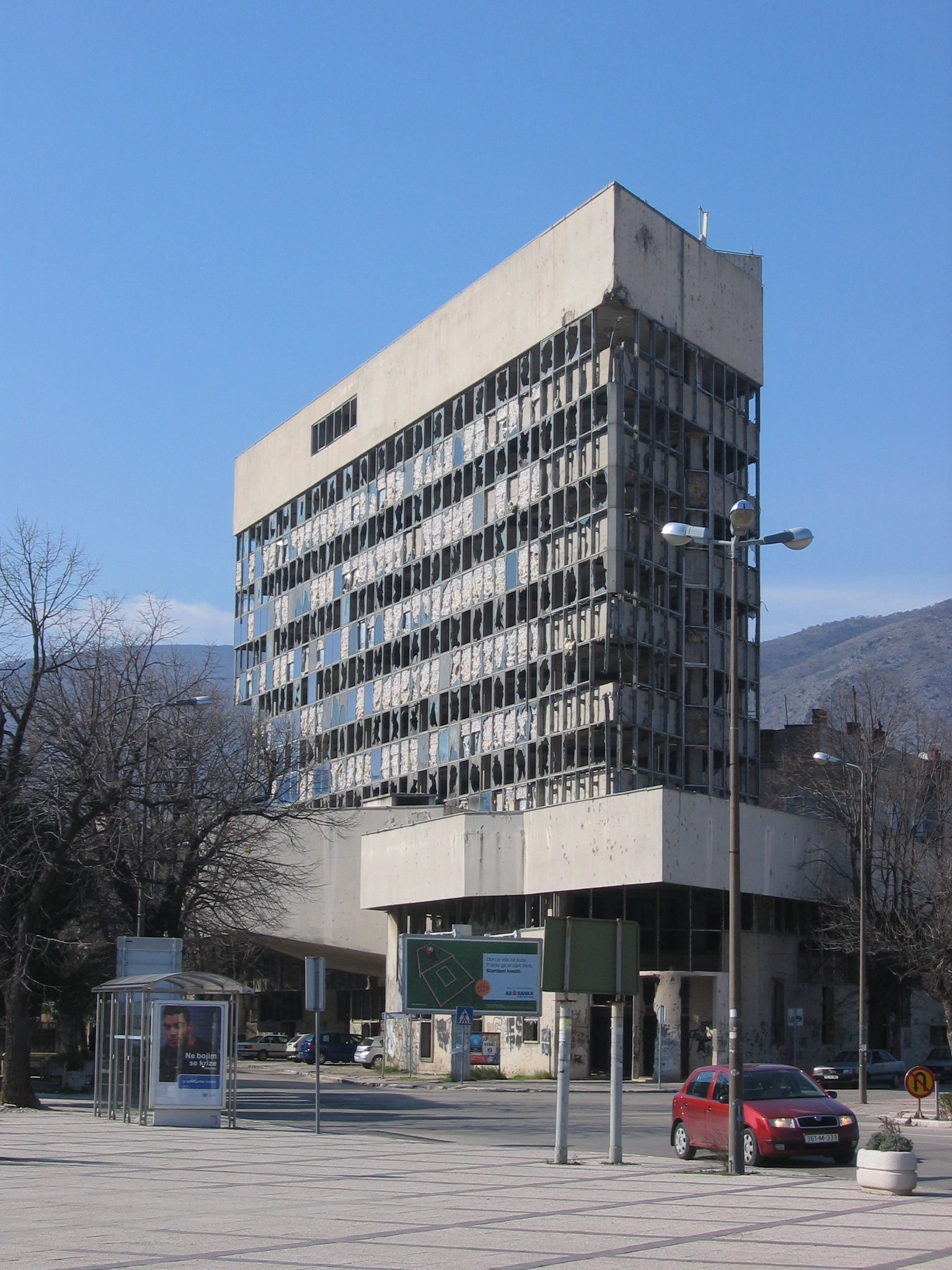
Разрушенное здание банка в Мостаре

Мостар был окружён хорватскими войсками в течение 9 месяцев, бо́льшая часть исторических сооружений, включая знаменитый Старый мост, была уничтожена артиллерией. Командующий силами ХСО в районе Мостара генерал Слободан Праляк был обвинён МТБЮ, среди прочего, в отдаче приказа на разрушение моста, имевшего большую историческую ценность (в 2005 году восстановленный Старый мост был включен в список Всемирного наследия ЮНЕСКО).

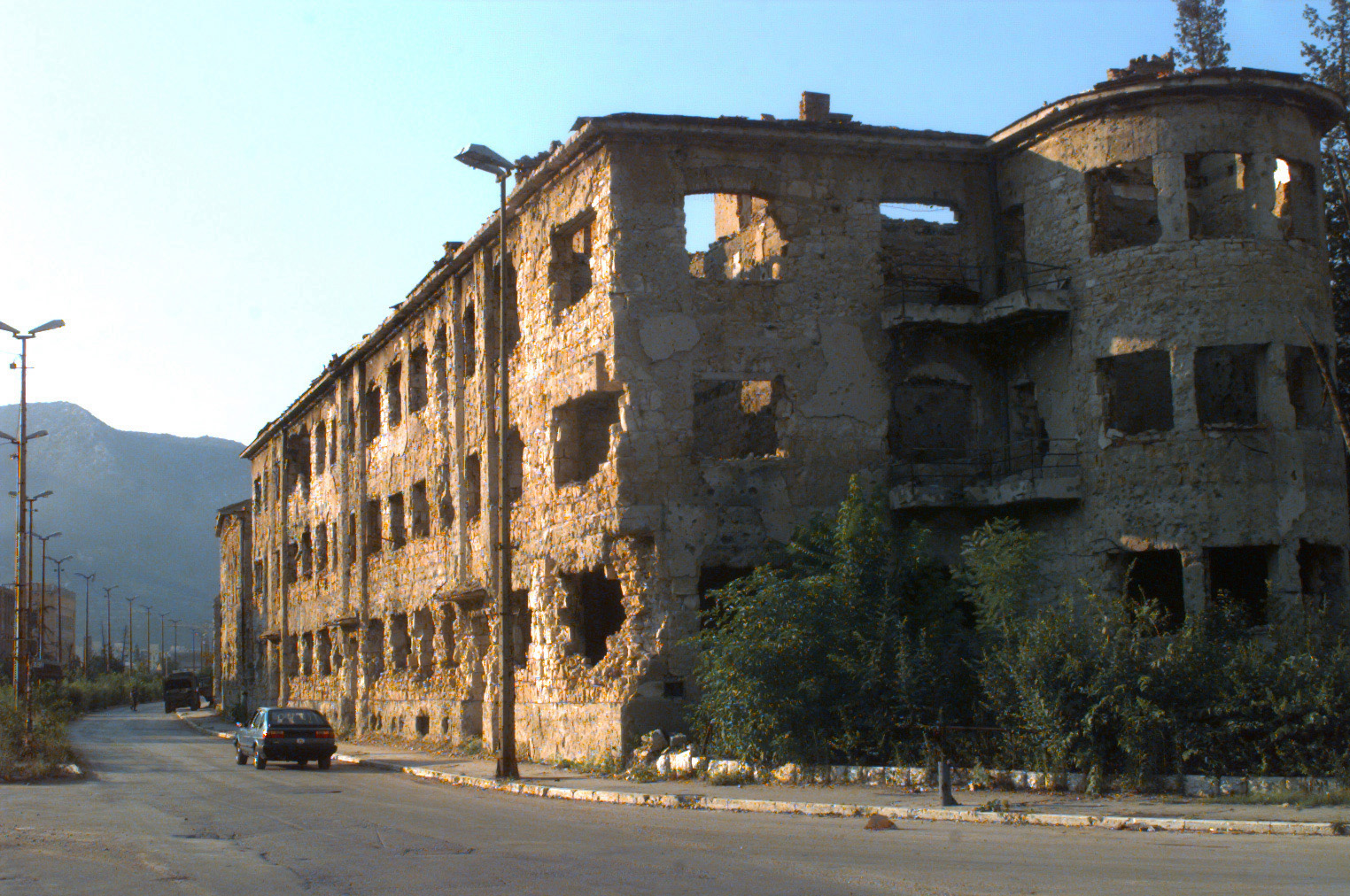
Западный Мостар в 1996 году

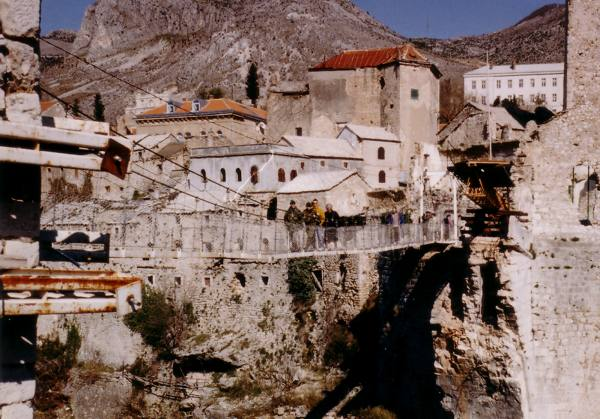
Старый мост в 1998 году

Город был разделён на 2 части — западную (хорватскую) и восточную (боснийскую). Однако у Армии Республики Босния и Герцеговина был штаб и в Западном Мостаре, в комплексе «Враница». Утром 9 мая 1993 года, используя артиллерию, миномёты и другое тяжёлое вооружение, соединения Хорватского совета обороны начали наступление на боснийскую часть. Все дороги в Мостар были оцеплены хорватами и международные организации не имели доступа в город. По местному радио боснийцам предлагалось вывесить белые флаги над своими домами. Наступление на Мостар было спланировано и хорошо подготовлено.
Заняв западную (хорватскую) часть города, ХСО изгнал около 1000 боснийцев в восточную часть. Изгнание сопровождалось убийствами и изнасилованиями. Окружённый Восточный Мостар подвергался постоянному артиллерийскому обстрелу. Позднее, 9 ноября 1993 года был уничтожен Старый мост — единственный из на тот момент оставшихся мостов через Неретву (другие — Царинский, Титов и Луцкий — были разрушены ещё Югославской народной армией, покинувшей город незадолго до наступления хорватов). Потерями от действий Хорватского совета обороны стали несколько тысяч убитых и раненых.

### Захват «Конвоя радости»
«Конвой радости» (англ. Convoy of Joy) представлял собой несколько сотен грузовиков общей длиной в 7 километров с гуманитарной помощью от ЕС жителям Тузлы и окрестных сёл. 7 июня 1993 года представители ЕС, сопровождавшие конвой, обратились в штаб Миссии по наблюдению Европейского сообщества (англ. ECMM) в Зенице с опасениями за сохранность конвоя, достигшего к тому момента Травника и Витеза. Опасения были вызваны угрозами со стороны Мате Бобана, с которым представители ЕС встречались накануне. ECMM было решено контролировать конвой. На подъезде к Нови-Транику, в селе Ранковичи дорогу конвою преградила толпа хорватских женщин. Впоследствии 8 водителей были застрелены, грузовики были отогнаны на специальную стоянку, где их разграбили солдаты и гражданские лица. Для освобождения конвоя британскому батальону UNPROFOR пришлось вступить в столкновение с силами Хорватского совета обороны, в результате которого двое солдат ХСО были убиты. МТБЮ установил, что захват конвоя проводился людьми, подчинявшимися Дарио Кордичу и полковнику Тихомиру Блашкичу.

### Контрнаступление боснийцев в июне 1993 года

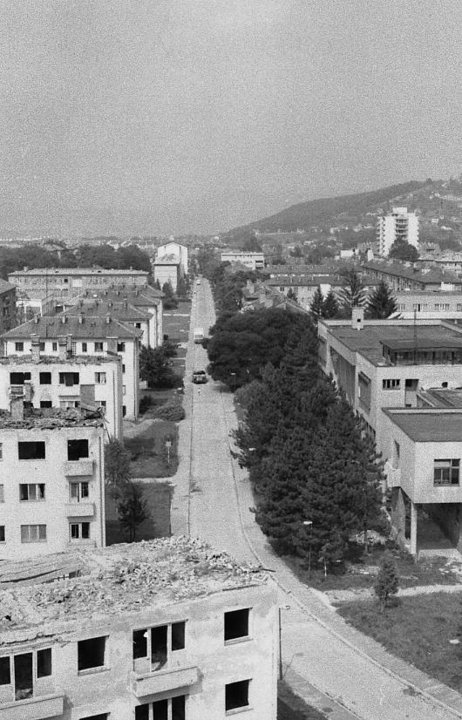
Нови-Травник во время Боснийской войны

В июне 1993 года основные боевые действия происходили в Центральной Боснии. Армия Республики Босния и Герцеговина атаковала позиции ХСО в Травнике в первую неделю июня. К 13 июня боснийцы заняли как сам Травник, так и прилегающие к нему сёла. Некоторые свидетели утверждали, что это привело к бегству около 20 000 хорватских мирных жителей и разрушениям. Однако, согласно исследованиям ECMM, эти данные сильно преувеличены. Так, например, проверяя информацию об уничтожении католической церкви и изгнании нескольких тысяч хорватов в результате занятия 8 июня села Гуча-Гора, представители ECMM обнаружили католическую церковь неразрушенной. Также было установлено, что отход мирного населения был организован ХСО. Занятие Травника стало первым случаем в Хорватско-боснийском конфликте в Центральной Боснии, когда боснийской армии удалось взять инициативу в свои руки. В Горни-Вакуфе, Витезе и Мостаре боснийцы лишь продолжали обороняться.
В ответ на контратаку, 9 июня 1993 года ХСО (в этот раз совместно с сербами) начал наступление на позиции боснийцев в общине Нови-Травник. 12 июня хорваты атаковали село Тулица в общине Киселяк: после артобстрела, начавшегося в 10:00, село было практически полностью разрушено. В результате погибли около 12 мужчин и женщин. Выжившие мужчины были посажены в грузовик и вывезены в хорватские казармы в Киселяке. Уцелевшие дома были подожжены солдатами ХСО.
Вслед за занятием Тулицы было атаковано соседнее село Хан-Плоча-и-Граховцы: после истечения срока ультиматума к боснийцам о сложении оружия, силами Хорватского совета обороны и Армии Республики Сербской был проведён артобстрел, приведший к разрушению села. Войдя в село, солдаты ХСО поставили к стене одного из домов и расстреляли 3 боснийских мужчин. В казармы ХСО в Киселяке на этот раз были увезены местные женщины и дети. Всего в ходе захвата Хан-Плоча-и-Граховцев погибли 64 человека, включая женщин и детей. Следствием было установлено, что события 12—13 июня были заранее спланированы и подготовлены.

### Операция «Неретва 93»
Для разблокирования Мостара и возвращения под республиканский контроль районов Герцеговины, включённых в самопровозглашённую Герцег-Босну, в сентябре 1993 года Армия Республики Босния и Герцеговина начала операцию, известную как «Неретва 93». Операция была остановлена властями Боснии и Герцеговины после поступивших с фронта сообщений о резне мирного населения села Грабовица и тяжёлых боях за село Уздол, приведших к большим потерям с обеих сторон.

### Окончание конфликта

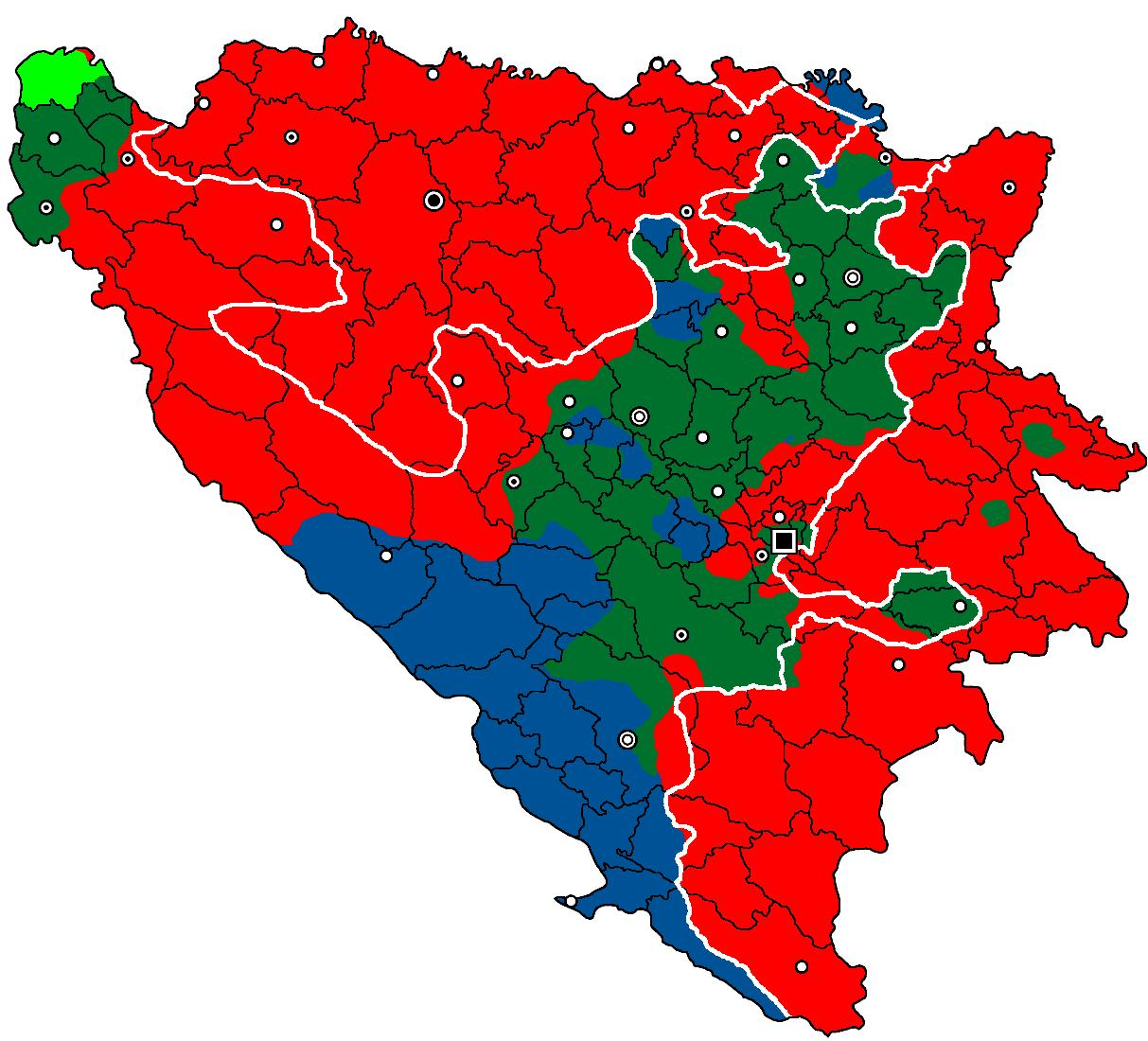
Линия фронта после заключения Вашингтонского соглашения в марте 1994 года:
Хорваты
Боснийцы
Сербы

Хорватско-боснийский конфликт официально закончился 23 февраля 1994 года подписанием в Загребе соглашения о прекращении огня командующим Хорватским советом обороны генералом Анте Росо, с одной стороны, и командующим Армией Республики Босния и Герцеговина генералом Расимом Деличем — с другой. В марте 1994 года договорённости были закреплены на более высоком уровне: согласно подписанному премьер-министром Республики Босния и Герцеговина Харисом Силайджичем, министром иностранных дел Хорватии Мате Граничем и президентом Герцег-Босны Крешимиром Зубаком Вашингтонскому соглашению, территории, удерживаемые под контролем хорватскими и боснийскими военными формированиями, объединялись в Федерацию Боснии и Герцеговины, разделявшуюся, в свою очередь, на 10 автономных кантонов. В начале Хорватско-боснийского конфликта ХСО контролировал более чем 20 % территории Республики Босния и Герцеговина, однако к марту 1994 года под контролем ХСО осталось лишь около 10 %.
Конфликт привёл к появлению большого количества этнических анклавов и дальнейшему кровопролитию в и без того разрушенной войной Боснии. Особенно разрушительным он оказался для городов Мостар и Горни-Вакуф.
В отношении многих хорватских военных и политических руководителей (Ядранко Прлича, Бруно Стоича, Слободана Праляка, Миливоя Петковича, Валентина Чорича и Берислава Пушича) Международным трибуналом по бывшей Югославии были выдвинуты обвинения в преступлениях против человечности и нарушении Женевских конвенций. Руководитель Хорватского совета обороны Дарио Кордич был признан виновным в преступлениях против человечности и организации этнических чисток, и приговорён к 25 годам лишения свободы. В отношении начальника Генерального штаба Армии Республики Босния и Герцеговина генерала Сефера Халиловича МТБЮ также были выдвинуты обвинения в нарушении правил ведения войны, допущенных в ходе операции «Неретва 93», однако, в итоге он был признан невиновным.